# Shunsuke Kikuchi
Shunsuke Kikuchi (jap. 菊池 俊輔, Kikuchi Shunsuke; * 1. November 1931 in Hirosaki, Japan; † 24. April 2021) war ein japanischer Komponist.

## Biografie
Mit dem Interesse Filmmusik komponieren zu können, studierte Shunsuke Kikuchi, Sohn eines Fischers, an der Nihon-Universität. Anschließend setzte er seine Studien bei dem japanischen Komponisten Tadashi Kinoshita fort. Ab Anfang der 1960er Jahre begann er mit dem Komponieren eigener Filmmusiken. Neben Realfilmen wie Gamera gegen Jiggar: Frankensteins Dämon bedroht die Welt und Fernsehserien wie Babel II und Um die Welt mit Willy Fog wurde Kikuchi international vor allen Dingen durch seine Kompositionen zu den Dragonball-Animes bekannt. 
Er starb an einer Pneumonie in einem Krankenhaus in Tokio. 

## Filmografie (Auswahl)
- 1968: Goke – Vampir aus dem Weltall (吸血鬼ゴケミドロ)
- 1970: Gamera gegen Jiggar: Frankensteins Dämon bedroht die Welt (ガメラ対大魔獣ジャイガー)
- 1972: Sasori – Jailhouse 41 (女囚さそり 第41雑居房)
- 1972: Sasori – Scorpion (女囚701号 さそり)
- 1973: Babel II (バビル2世, Fernsehserie, 39 Folgen)
- 1973: Sasori – Den of the Beast (女囚さそり けもの部屋)
- 1974: Der Tiger von Osaka (０課の女　赤い手錠)
- 1975: Frankensteins Kung Fu Monster (閃電騎士 大戰地獄軍團)
- 1976: Kurata – Seine Faust ist der Tod (史上最強の格闘技 殺人空手)
- 1978: Die Abenteuer des fantastischen Weltraumpiraten Captain Harlock (宇宙海賊キャプテンハーロック)
- 1978: Däumelinchen (Sekai Meisaku Douwa Oyayubi Hime)
- 1981: Dr. Slump: Arale-chan
- 1983: Um die Welt mit Willy Fog (アニメ80日間世界一周, La vuelta al mundo de Willy Fog, Fernsehserie, 26 Folgen)
- 1986: Dragon Ball
- 1986: Dragon Ball – The Movie: Die Legende von Shenlong (ドラゴンボール 神龍の伝説)
- 1989: Dragon Ball Z
- 1989: Dragon Ball Z – The Movie: Die Todeszone des Garlic jr. (ドラゴンボールZ　オラの悟飯を返せッ!!)
- 1991: Dragon Ball Z – The Movie: Super-Saiyajin Son-Goku (ドラゴンボールZ 超サイヤ人だ孫悟空)
- 1992: Dragon Ball Z – The Movie: Coolers Rückkehr (ドラゴンボールＺ 激突!!100倍パワーの戦士たち)
- 1993: Dragon Ball Z – The Movie: Der legendäre Super-Saiyajin (ドラゴンボールZ 燃えつきろ!!熱戦・烈戦・超激戦)
- 1993: Dragon Ball Z Special: Die Geschichte von Trunks – Das Trunks Special (ドラゴンボールＺ・絶望への反抗！！残された超戦士・悟飯とトランクス)
- 1994: Dragon Ball Z – The Movie: Brolys Rückkehr (ドラゴンボールZ 危険なふたり!超戦士はねむれない)
- 2008: Dragon Ball: Hey! Son Goku und seine Freunde kehren zurück!! (ドラゴンボール オッス！帰ってきた孫悟空と仲間たち！！)